# Асаналиев, Джумаш
Джума́ш Асанали́ев (10 мая 1923 года — 25 июня 1944 года) — участник Великой Отечественной войны, пулемётчик 199-го гвардейского стрелкового полка 67-й гвардейской стрелковой дивизии 6-й гвардейской армии 1-го Прибалтийского фронта, Герой Советского Союза (22.07.1944), гвардии ефрейтор.

## Биография

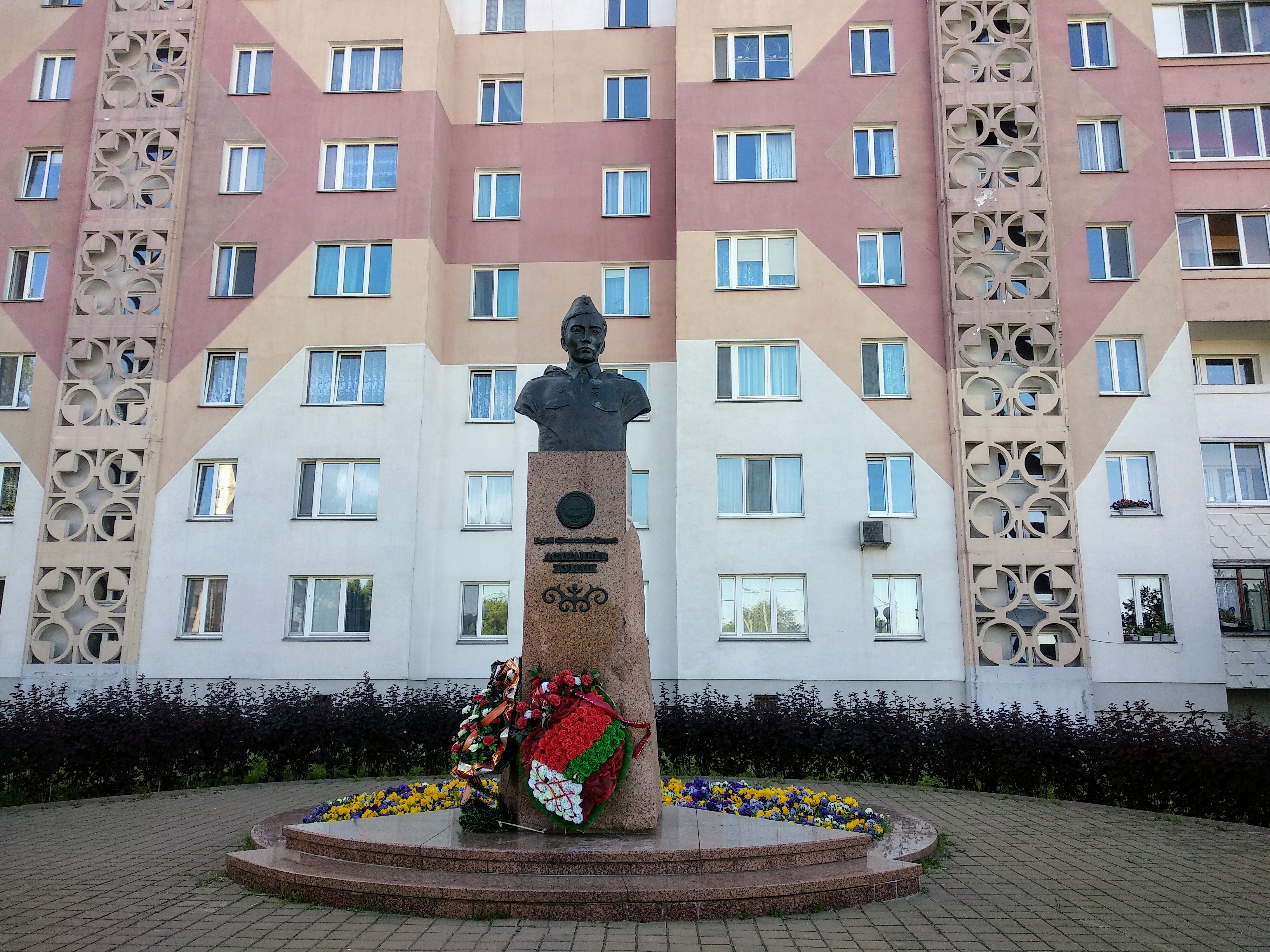
Памятник Джумашу Асаналиеву в Минске

Родился 10 мая 1923 года в селе Отуз-Уул ныне Ак-Суйского района Иссык-Кульской области Киргизии в семье крестьянина. Киргиз.
В Красную Армию призван в 1942 году Пржевальским районным военным комиссариатом. В действующей армии с марта 1943 года. Участвовал в битве под Курском.
Пулемётчик 199-го гвардейского стрелкового полка 67-й гвардейской стрелковой дивизии 6-й гвардейской армии 1-го Прибалтийского фронта гвардии ефрейтор Асаналиев одним из первых 24 июня 1944 года переправился с пулемётом через реку Западная Двина у деревни Лабейки (Лобейки) Сиротинского (ныне Шумилинского) района Витебской области. В ходе боя был тяжело ранен командир пулемётного расчёта. Асаналиев заменил выбывшего из строя командира. Заняв огневую позицию, расчёт Асаналиева отражал непрерывные атаки противника.
25 июня 1944 года разрывом вражеской мины бойцы расчёта были выведены из строя. Оставшись один, Асаналиев продолжал вести бой. Подпустив на близкое расстояние контратакующих гитлеровцев, он расстреливал их в упор. Было уже истреблено более 20 гитлеровцев. Когда кончились боеприпасы — в ход пошли гранаты. Когда враги подошли совсем близко, не желая сдаваться в плен, он последней гранатой взорвал себя и окруживших его фашистов.
Указом Президиума Верховного Совета СССР от 22 июля 1944 года за мужество, отвагу и героизм, проявленные в борьбе с немецко-фашистскими захватчиками, гвардии ефрейтору Асаналиеву Джумашу посмертно присвоено звание Героя Советского Союза.

## Награды
- Медаль «Золотая Звезда» Героя Советского Союза (22.07.1944)[1][2]
- Орден Ленина (22.07.1944)

## Память

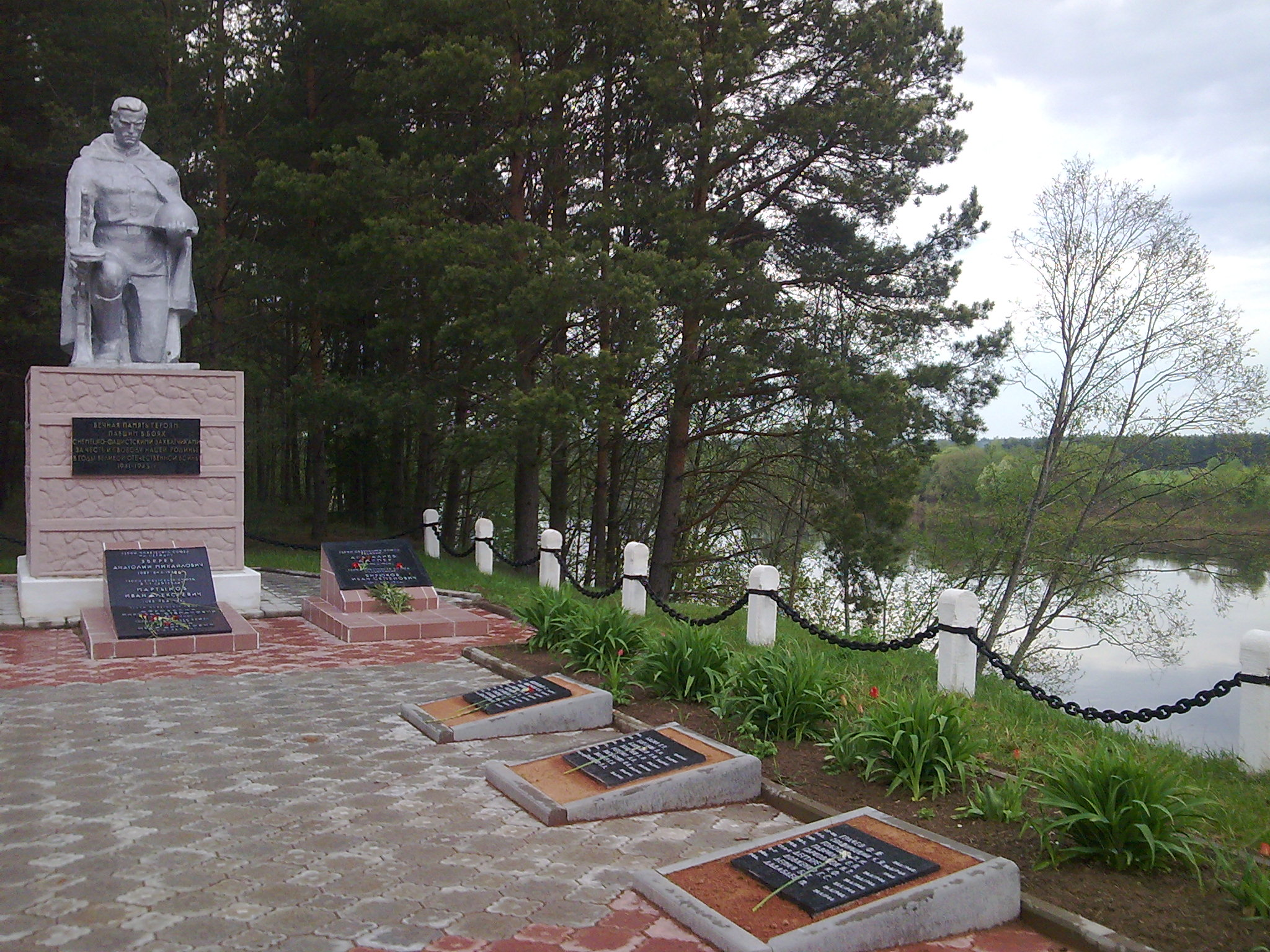
Мемориальный комплекс в Узречье, где похоронен Д. Асаналиев

- Мемориальный комплекс в  Узречье, где похоронен Д. АсаналиевПохоронен в деревне Узречье Улльского сельсовета Бешенковичского района Витебской области Беларуси.[3]
- Там же Герою установлен обелиск.
- Его именем названа улица в Минске[4] и установлен памятник.
- Имя Героя носит средняя школа в родном селе, на одном из домов села — мемориальная доска.
- С 01.12.2023 имя Героя носит ГУО "Средняя школа 11 г. Минска"[5]. Одна из экспозиций в школьном музее посвящена Д. Асаналиеву.